# Villefranche-sur-Saône
Villefranche-sur-Saône (Velafranche trong tiếng Arpitan) là một xã thuộc tỉnh Rhône trong vùng Auvergne-Rhône-Alpes phía đông nước Pháp. Xã có cự ly 1,6 km về phía tây của sông Saône, và khoảng 25 kilômét (16 mi) về phía bắc Lyon.